# Castagnac
Castagnac là một xã thuộc tỉnh Haute-Garonne trong vùng Occitanie tây nam nước Pháp
Sông Lèze tạo phần lớn ranh giới đông bắc thị trấn.
Diện tích là 10,77 km2.